# Juan Pablo Niño Castellano
Pablo Niño (Rota, 15 de maig de 1978) és un futbolista professional andalús, que ocupa la posició de migcampista.

## Carrera esportiva
Després de destacar al Roteña de la seua ciutat natal, i a les categories inferiors del Reial Madrid. De nou al Roteña, va interessar al Reial Betis, que el fitxa el 1999. Sense lloc al conjunt sevillà, va ser cedit durant dues campanyes al Recreativo de Huelva, de Segona Divisió. Va quallar una acceptable temporada 99/00, però la seua aportació la temporada 00/01 va ser força més negativa. La temporada 01/02 és cedit de nou al Cadis CF, de Segona B. No acaba d'entrar al Betis, i el 2003 és enviat, en una nova cessió, al RBC Roosendaal neerlandès, on guanya protagonisme. De nou a Sevilla, finalment la temporada 04/05 debuta amb el Reial Betis a primera divisió, tot i que només en sis partits. Sense continuïtat, la temporada 05/06 tornaria a marxar cedit, ara al CD Numancia. Finalment, a l'estiu del 2006 deixa el Betis i fitxa per la UD Mérida de Segona B. La resta de la carrera del migcampista continua per modestos equips de Tercera andalusa: Pozoblanco (07/08), Puerto Real (08/09) i Linense (09/...).